# Sinesipho Dambile
Sinesipho Dambile (* 2. März 2002) ist ein südafrikanischer Leichtathlet, der sich auf den Sprint spezialisiert hat.

## Sportliche Laufbahn
Erste Erfahrungen bei internationalen Meisterschaften sammelte Sinesipho Dambile bei den IAAF World Relays 2019 in Yokohama, bei denen er in 1:20,42 min gemeinsam mit Simon Magakwe, Chederick van Wyk und Akani Simbine den zweiten Platz in der 4-mal-200-Meter-Staffel hinter den Vereinigten Staaten belegte und damit einen Afrikarekord aufstellte. Zudem siegte er in 20,52 m bei den Jugendafrikameisterschaften in Abidjan im 200-Meter-Lauf und stellte damit einen Meisterschaftsrekord auf. Im Jahr darauf siegte er in 20,44 m beim Kip Keino Classic und 2021 gewann er bei den U20-Weltmeisterschaften in Nairobi in 20,48 s die Bronzemedaille und siegte in der 4-mal-100-Meter-Staffel mit neuen U20-Weltrekord von 38,51 s. 2022 belegte er bei den Afrikameisterschaften in Port Louis in 21,18 s den fünften Platz über 200 Meter. Anschließend erreichte er bei den Weltmeisterschaften in Eugene das Halbfinale und schied dort mit 20,47 s aus, wie auch bei den Weltmeisterschaften 2023 in Budapest mit 20,28 s. Im Jahr darauf ging er bei den Afrikameisterschaften in Douala im Halbfinale über 200 Meter nicht mehr an den Start und kam mit der Staffel im Finale nicht ins Ziel.
2022 wurde Dambile südafrikanischer Meister im 200-Meter-Lauf.

## Persönliche Bestzeiten
- 100 Meter: 10,28 s (+0,3 m/s), 20. Juli 2023 in Luzern
- 200 Meter: 20,28 s (0,0 m/s), 24. August 2023 in Budapest